# Paso de Nivolet
El paso de Nivolet (en italiano  :Colle del Nivolet) es un paso de montaña situado en el macizo del Gran Paradiso, Italia. Conecta el valle de Valsavarenche con el Valle del Orco. Su punto más elevado se encuentra a 2612 m de altura. Está situado dentro del parque Nacional del Gran Paraíso.
Se puede acceder fácilmente al pase en automóvil en verano, mientras que en invierno y primavera, el camino que conduce a él no está despejado. Es un destino popular para los entusiastas de la astronomía en la región porque está completamente desprovisto de contaminación lumínica 

## Geografía
El acceso al paso es posible llevando el SSP 460 a Ceresole Reale. Continuando más allá del pueblo, el camino se extiende por unos veinte kilómetros y sube casi 1000 metros de altitud hasta el paso, pasando muy cerca de dos lagos artificiales (Lago Serrù y Lago Agnel) creado para la producción de electricidad. El camino pasa por el cuello geográfico y se detiene poco después del refugio Hotel Savoie, en la ladera de valdostain.
El paso de Nivolet se caracteriza por un vasto pastizal alpino salpicado de numerosos estanques y turberas atravesadas por el Savara. Puede verse gamuzas, íbices, marmotas y varias especies de anfibios y aves.

## Historia
La carretera comienza a una altitud de 1580 m en Ceresole Reale y asciende 18,5 km. Fue construida en 1931 con objetivo de era facilitar la construcción de embalses artificiales a 2200 m.
Renzo Videsott, el primer presidente del parque nacional, quería que el camino pavimentado continuara hasta 2612 m vislumbrar la posibilidad de llevar al corazón del nuevo parque de Gran Paradiso, una forma temprana de turismo. Sin embargo, a lo largo de los años, el desarrollo de la motorización masiva ha traído a muchos turistas al paso que transforma el lugar, especialmente los domingos de verano, en un enorme estacionamiento.
En la década de 1970, se planeaba para conectar el pueblo de Valsavarenche, pero malentendidos entre la región autónoma del Valle de Aosta y la Región de Piamonte impidió el proyecto. Un camino de tierra se dibujó durante varios kilómetros en la orilla izquierda del Savara antes de terminar en la cruz de Arolley, a 300 m del pueblo de Pont.

## Actividades

### Ciclismo
La subida del paso de Nivolet, que tiene una longitud, altitud y altitud, así como pendientes de dificultad alta a media, se lleva a cabo con frecuencia en verano por los ciclistas aficionados.
El recorrido nunca ha sido realizado por el Giro de Italia, porque la llegada de una etapa al final de la carretera crea problemas logísticos y organizativos, acentuados por la regulación del parque nacional Gran Paradiso.

### Astronomía
Es uno de los lugares con menos contaminación lumínica en Italia, ya que goza de la protección de las montañas contra las luces de las llanuras y las grandes ciudades, además de una elevación significativa, el paso es utilizado con frecuencia por los astrónomos aficionados. para la observación nocturna.

## En el cine
La ruta desde Nivolet hasta los lsago Agnel y Serrù fue utilizada en el rodaje de la película The Italian Job. En la escena final, el autobús se tambalea en la ladera que domina el lago Agnel en una toma panorámica.
- Datos: Q1061556
- Multimedia: Col di Nivolet / Q1061556